# Just Joey
'Just Joey' est un cultivar de rosier obtenu en 1972 par le rosiériste anglais Roger Pawsey de la maison Cants of Colchester. Il a été primé comme rose favorite du monde en 1994. Nommé d'après l'épouse de l'obtenteur, Joey (diminutif de Josephine) Pawsey, il est issu du croisement de l'hybride de thé 'Nuage Parfumé' (Tantau, 1963) et de 'Dr. A.J. Verhage'.

## Description
'Just Joey' est un grand buisson érigé de 152 à 182 cm de hauteur et de 90 à 121 cm de largeur avec de grandes fleurs ébouriffées (10-12 cm de diamètre) de 26 à 40 pétales. Elles fleurissent en solitaire ou en petits bouquets et arborent une couleur abricot aux nuances cuivrées, devenant crème au fur et à mesure. La floraison est remontante et les couleurs sont plus prononcées en climat frais. Les fleurs sont parfumées et le feuillage est d'un vert brillant.
Sa zone de rusticité est de 7 b à 10 b.

## Descendance
'Just Joey' a été utilisé pour l'hybridation des roses suivantes :
- 'Abbaye de Cluny' (Meilland, 1995) par croisement avec le pollen 'Louis de Funès' (Meilland, 1984) x 'Sun King' (Paolino, 1974)
- 'Bronze Star' (Ollie Weeks, 2000)[2]
- 'Apricot Candy' (Meilland, 2006) issu du semis 'Just Joey' x 'Midas Touch' (Christensen, 1992) croisé avec le pollen 'Alphonse Daudet' (Meilland, 1997) x 'Philippe Noiret' (Meilland, 1998)

## Prix
- Rose Hall of Fame, rose favorite du monde (1994)[3]